# Església de Sant Iscle i Santa Victòria de Dosrius
Sant Iscle i Santa Victòria de Dosrius és l'església parroquial de Dosrius (Maresme), inclosa en l'Inventari del Patrimoni Arquitectònic Català. L'església és dedicada a sant Iscle i santa Victòria.

## Arquitectura
És un ampli edifici d'estil gòtic i té un campanar de torre quadrada. La façana principal té la porta d'entrada amb relleus esculpits sobre fines columnetes motllurades; és coronada per una llinda, un arc de mig punt que aixopluga un semicercle en forma de petxina i un ull de bou.
Destaquen els detalls escultòrics dels brancals del portal principal de l'església. D'estil gòtic tardà situat a banda i banda del portal. Hi ha representades cares alades amb expressió de sofriment que envolten un monstre, i les ànimes amb un angelet al centre. Consisteix en una representació de caràcter alliçonador per als no-creients. També són destacables les gàrgoles del campanar de l'església. Situades als angles de les parets de la torre, de la part més vistosa, es fan notar per ser les úniques amb semblant animal o de fera. D'estil gòtic tardà, ja que el temple en conjunt data del 1533, aquestes gàrgoles testimonien el pas del temps, que ha desgastat el granit fins a esborrar-ne detalls del treball escultòric. Estan col·locades com un carreu més dels angles del campanar.

## Història
L'església parroquial de Sant Iscle i de Santa Victòria de Dosrius, d'estil gòtic, és esmentada des del 1304, moment que coincideix amb les primeres visites pastorals. Des del 1348 consta que tenia un altre altar dedicat a santa Maria. El 1512 es va iniciar la reconstrucció de l'església amb la construcció del campanar i la capella que té sota seu, i el 1526 es va refer la resta de l'església, incorporant a l'obra la part edificada a partir del 1512.
El 1936 fou destruïda la imatge de la Verge i el magnífic retaule del 1531, obra de l'escultor renaixentista Martín Díez de Liatzasolo. Algunes pintures del retaule es conserven a l'església parroquial i al Museu de Mataró.